# Dorset Naga

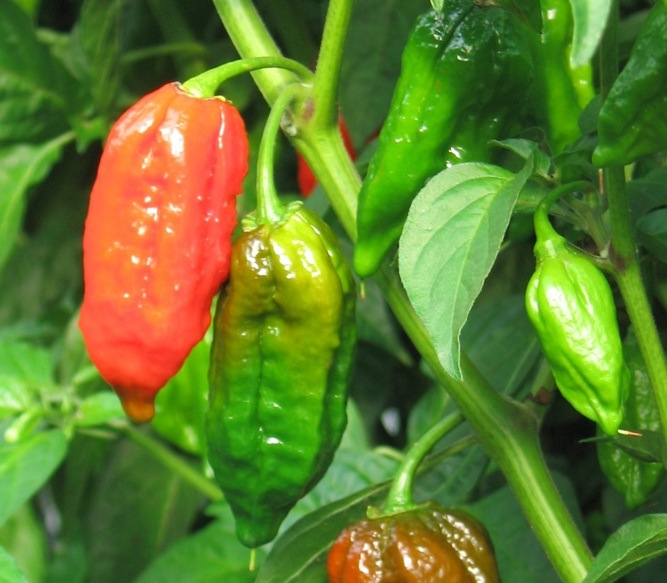
Dorset Naga

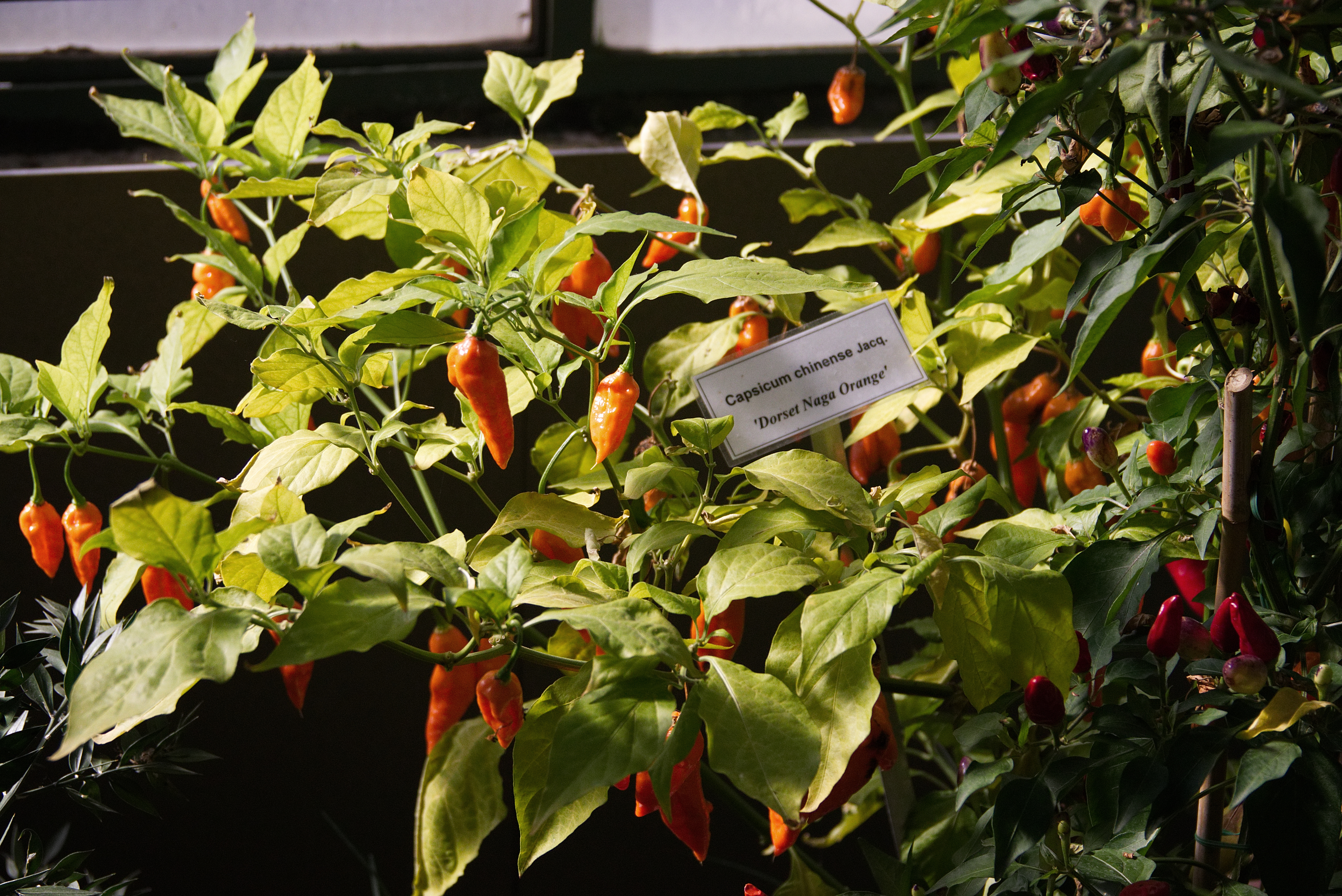
Dorset Naga orange

Die Dorset Naga-Chili ist eine Zuchtform der Paprika-Art Capsicum chinense. Laut Aussage der Züchter Michael und Joy Michaud aus West Bexington, Dorset im Vereinigten Königreich ist sie eine der schärfsten Chili der Welt. Messungen an Proben der Frucht ergaben Werte von durchschnittlich 923.000 Scoville-Einheiten.

## Beschreibung
Nach Angaben der Züchter ist die Dorset Naga eine Züchtung auf Grundlage der Sorte Naga Morich, welche aus Bangladesch stammt und durch Bangladesch-stämmige Briten nach Großbritannien kam.
Durch Selektion auf Grundlage von Pflanzengröße, schneller Reifezeit, Größe und Form der Früchte wurden über 5 Jahre hinweg die Eigenschaften der Pflanzen stabilisiert. Früchte der Ernte des Jahres 2005 wurden getrocknet, gemahlen und zur Analyse durch HPLC-Methoden an zwei Labore in den USA geschickt. Die Ergebnisse lagen bei 970.000 bzw. 876.000 Scoville-Einheiten, was einen Mittelwert von 923.000 Scoville-Einheiten ergibt.
Inzwischen wurden bei Früchten der eng verwandten Sorte Naga Jolokia ähnlich hohe Scoville-Werte gemessen.

## Vorherige und spätere Spitzenreiter
Die bis zur Bekanntgabe des Schärfe-Spitzenwertes der Dorset Naga schärfste Chili war die Red Savina, die ebenfalls zur Art Capsicum chinense zählt. Seit 1994 ist sie mit einer Schärfe von 577.000 Scoville-Einheiten als schärfste Chili der Welt im Guinnessbuch der Rekorde eingetragen. Diese Werte konnten jedoch von anderen Züchtern bisher nicht nachvollzogen werden.
2012 wurde die Dorset Naga von der Trinidad Moruga Scorpion auf den zweiten, 2013 von der Carolina Reaper auf den dritten Platz der schärfsten Chilischoten verdrängt. Beide Zuchtformen weisen Spitzenwerte von über 2.000.000 Scoville-Einheiten auf.